# NGC 1647
NGC 1647 (även känd som Mel 26) är en öppen stjärnhop i stjärnbilden Oxen belägen ca 3,5° nordost om Aldebaran och kan observeras med en enkel handkikare. Stjärnhopen upptäcktes 1784 av William Herschel.

## Egenskaper
NGC 1647 innehåller nästan 90 stjärnor och ligger på ett avstånd av 550 parsek. Den är lokaliserad bakom det mörka nebulosakomplexet i Oxen, ungefär 160 parsek bort. De ljusaste huvudseriestjärnorna är av spektraltyp B7. Dess ålder uppskattas till 150 miljoner år.